# La Fileuse, chevrière auvergnate
La Fileuse, chevrière auvergnate est un tableau réalisé par le peintre français Jean-François Millet entre 1868 et 1869 à Barbizon. De format vertical, cette huile sur toile est le portrait d'une jeune paysanne auvergnate qui file de la laine pendant qu'elle garde des chèvres, assise sur un talus. Entrée dans les collections publiques par le legs d'Alfred Chauchard en 1909-1910, elle est conservée jusqu'en 1986 au musée du Louvre, et depuis cette date au musée d'Orsay, également à Paris.